# Gare d'Albany Park
La gare d'Albany Park (en anglais : Albany Park railway station), est une gare ferroviaire de la Dartford Loop Line (en), en zone 5 Travelcard. Elle  est située sur la Steyton Avenue à Albany Park, dans le borough londonien de Bexley, sur le territoire du Grand Londres.
C'est une gare Network Rail desservie par des trains Southeastern.

## Situation ferroviaire
Établie à 30 mètres d'altitude, La gare de Albany Park est située sur la Dartford Loop Line (en), entre les gares de Sidcup, en direction du terminus gare d'Hither Green (en), et de Bexley, en direction du terminus gare de Dartford (en). Elle dispose de deux voies encadrées par deux quais latéraux.

Plans : de la ligne et du réseau des transports à Londres
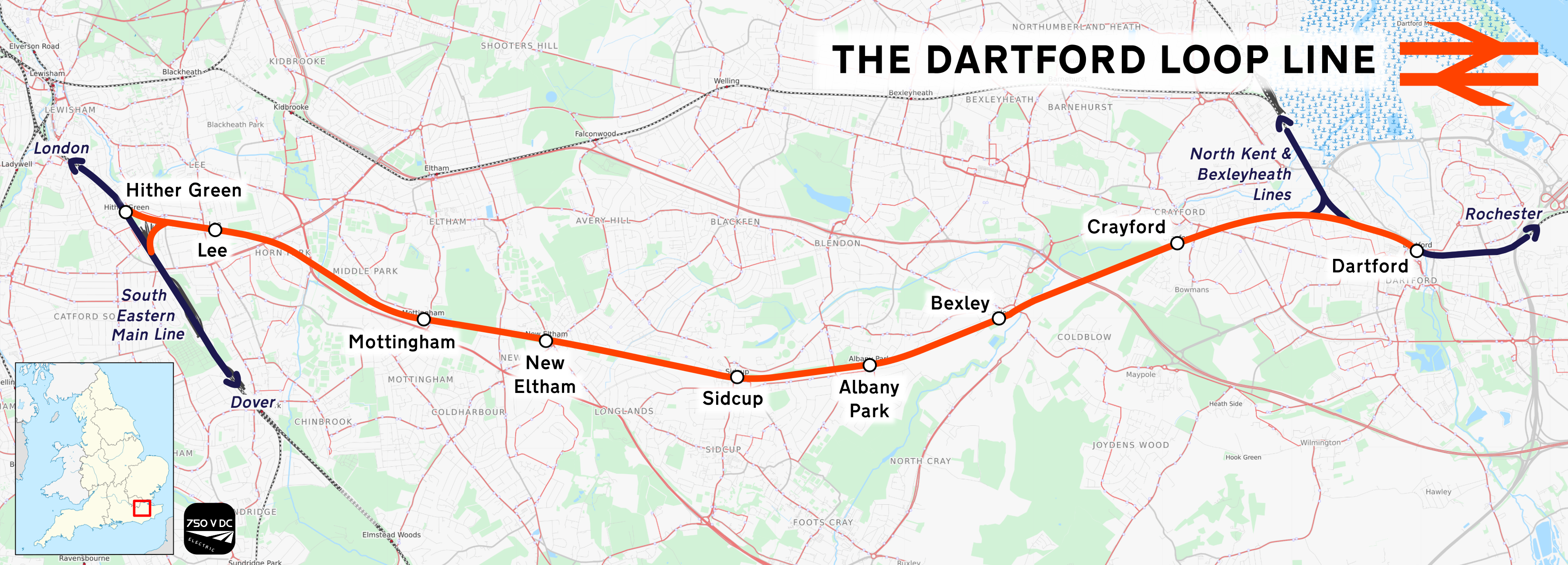
Dartford Loop Line.
Réseaux de Londres.

## Histoire
La gare d'Albany Park est mise en service la 7 juillet 1935.

## Service des voyageurs

### Accueil
La gare dispose d'une entrée principale sur la Steyton Avenue à Albany Park.

### Desserte
La gare de Albany Park est desservie par : des trains Southeastern en provenance ou à destination des gares de : Cannon Street, Gravesend (en), Charing Cross et Woolwich Arsenal.

Installations
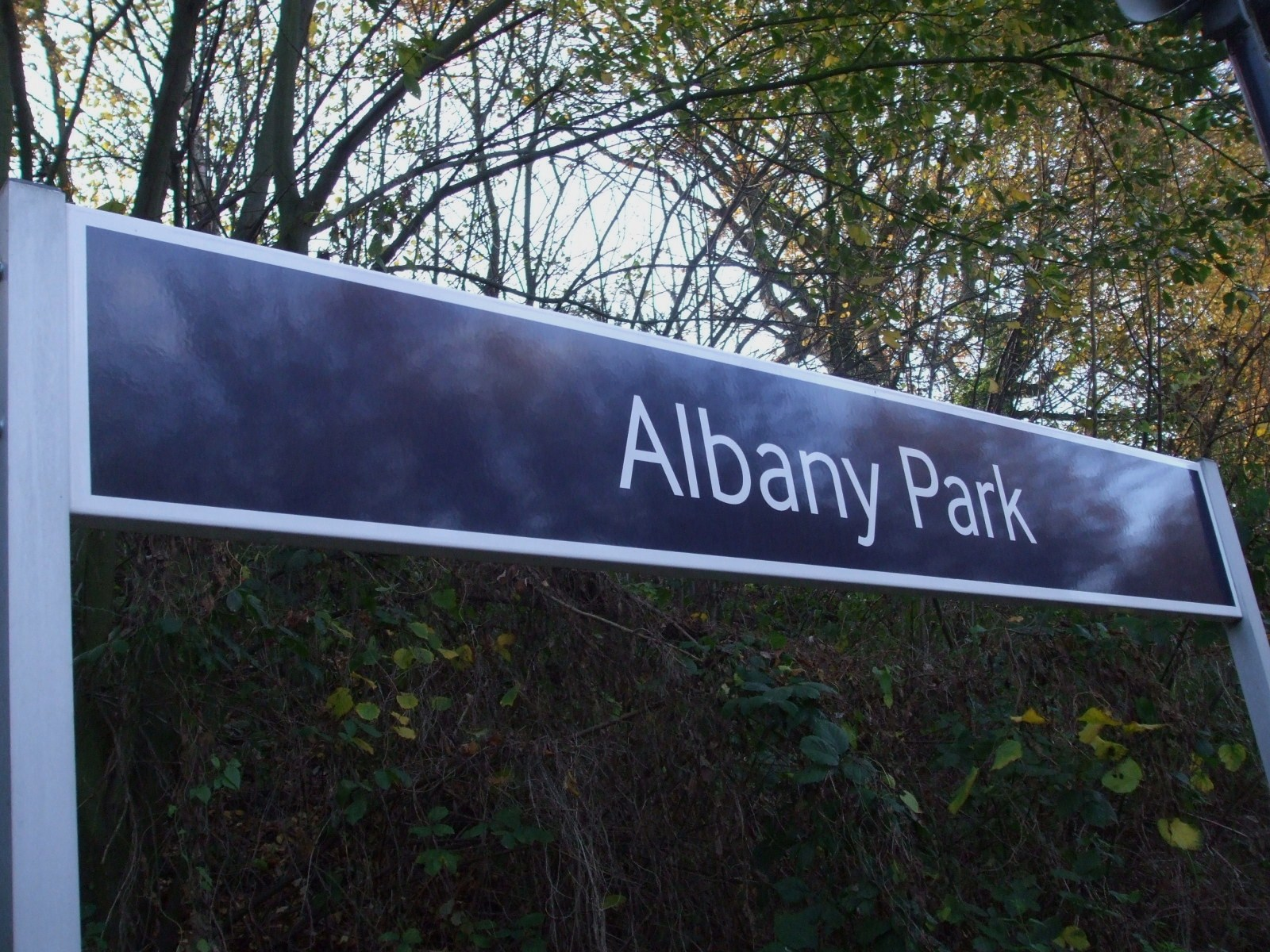
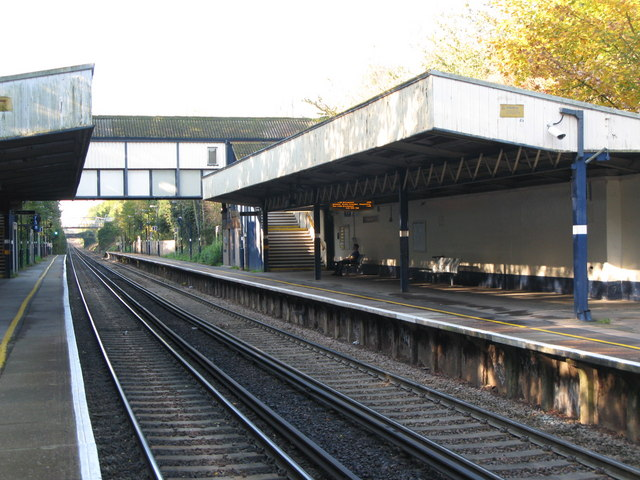
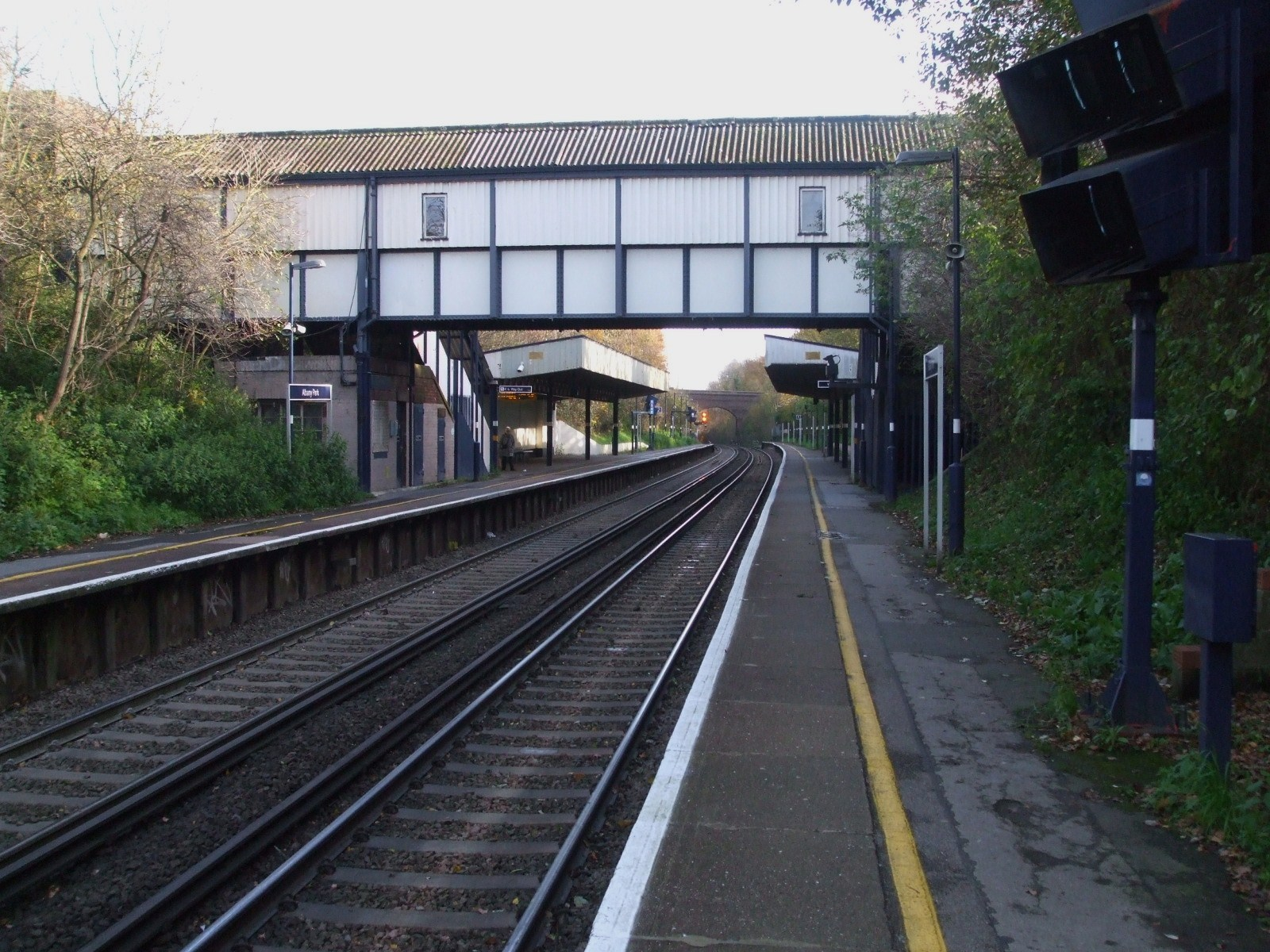

### Intermodalité
Elle est desservie par des autobus de Londres de la ligne 191.